# كازويا فوجيتا
كازويا فوجيتا (باليابانية: 藤田一也؛ بالكانا: ふじた かずや) هو لاعب كرة قاعدة ياباني، ولد في 3 يوليو 1982 في ناروتو في اليابان.

## وصلات خارجية
- كازويا فوجيتا على موقع الدوري الياباني لكرة القاعدة (الإنجليزية)
- كازويا فوجيتا على موقعبيزبول رفرنس.كوم (الدوري الثانوي) (الإنجليزية)